# Успавана лепотица (балет)
Успавана лепотица (рус. Спящая красавица) је балет са прологом, 3 чина и 5 слика. Први пут је изведен у Маријинском театру у Санкт Петербургу 15. јануара 1890. у кореографији Маријуса Петипе и уз музику Пјотра Иљича Чајковског (опус 66). Прича балета је инспирисана истоименом бајком Шарла Пероа и браће Грим.